# Hôpital national de référence Jigme Dorji Wangchuck
 (février 2023).
La mise en forme du texte ne suit pas les recommandations de Wikipédia : il faut le « wikifier ».
Les points d'amélioration suivants sont les cas les plus fréquents. Le détail des points à revoir est peut-être précisé sur la page de discussion.
- Les titres sont pré-formatés par le logiciel. Ils ne sont ni en capitales, ni en gras.
- Le texte ne doit pas être écrit en capitales (les noms de famille non plus), ni en gras, ni en italique, ni en « petit »…
- Le gras n'est utilisé que pour surligner le titre de l'article dans l'introduction, une seule fois.
- L'italique est rarement utilisé : mots en langue étrangère, titres d'œuvres, noms de bateaux, etc.
- Les citations ne sont pas en italique mais en corps de texte normal. Elles sont entourées par des guillemets français : « et ».
- Les listes à puces sont à éviter, des paragraphes rédigés étant largement préférés. Les tableaux sont à réserver à la présentation de données structurées (résultats, etc.).
- Les appels de note de bas de page (petits chiffres en exposant, introduits par l'outil «  Source ») sont à placer entre la fin de phrase et le point final[comme ça].
- Les liens internes (vers d'autres articles de Wikipédia) sont à choisir avec parcimonie. Créez des liens vers des articles approfondissant le sujet. Les termes génériques sans rapport avec le sujet sont à éviter, ainsi que les répétitions de liens vers un même terme.
- Les liens externes sont à placer uniquement dans une section « Liens externes », à la fin de l'article. Ces liens sont à choisir avec parcimonie suivant les règles définies. Si un lien sert de source à l'article, son insertion dans le texte est à faire par les notes de bas de page.
- La présentation des références doit suivre les conventions bibliographiques. Il est recommandé d'utiliser les modèles {{Ouvrage}}, {{Chapitre}}, {{Article}}, {{Lien web}} et/ou {{Bibliographie}}. Le mode d'édition visuel peut mettre en forme automatiquement les références.
- Insérer une infobox (cadre d'informations à droite) n'est pas obligatoire pour parachever la mise en page.

Pour une aide détaillée, merci de consulter Aide:Wikification.
Si vous pensez que ces points ont été résolus, vous pouvez retirer ce bandeau et améliorer la mise en forme d'un autre article.
L’hôpital national de référence (nom complet Hôpital national de référence Jigme Dorji Wangchuck) est le principal hôpital du Bhoutan, situé dans la capitale du Bhoutan, Thimphou. Depuis sa création en 1972, l'hôpital fournit des soins médicaux de base gratuits ainsi que des chirurgies avancées et des services d'urgence aux citoyens de tout le pays. Il fournit les services d'évaluation et de gestion de la santé les plus sophistiqués du pays. Récemment, l'hôpital a ajouté des équipements de diagnostic CT et IRM et amélioré les services de laboratoire. L'hôpital dispose d'une bibliothèque avec de nombreux manuels actuels.
L'hôpital est l'un des cinq centres de services médicaux de Thimphou. Il existe deux autres hôpitaux, l'un est l'hôpital militaire de Lungtenphu géré par l'armée royale du Bhoutan et l'autre est l'hôpital de l'amitié indo-bhoutanaise dans la ville de Thimphou, géré par l'équipe de formation militaire indienne (IMTRAT). Il existe une unité de santé de base à Dechencholing et une clinique mobile à Motithang et Hejo.

## Problèmes de santé
En 1991, les maladies les plus répandues au Bhoutan, par ordre de gravité, étaient les infections des voies respiratoires, la diarrhée/dysenterie, les infections cutanées, les vers, le paludisme, la conjonctivite, le syndrome d'ulcère peptique, l'otite moyenne, les maladies des dents et des gencives, les infections des voies urinaires et la néphrite, les maladies sexuellement transmissibles, les maladies de l'appareil génital féminin et les complications de la grossesse et de l'accouchement puerpéral.
Le service d'obstétrique et de gynécologie gère environ 3 000 accouchements par an. Cependant, avec une demande croissante, les équipements usés existants sont insuffisants en quantité et en qualité. Les difficultés d'une surveillance appropriée et d'une intervention rapide ont conduit à des césariennes évitables et à des mortinaissances en de rares occasions. Récemment, aidé par le gouvernement du Japon, le département a pu obtenir de nouveaux équipements, notamment des ensembles de vide pour l'accouchement, des appareils de photothérapie, des chauffe-bébés, des dopplers fœtaux, des appareils CTG et des ultrasons.
Les maladies du foie liées à l'alcool ont été l'une des principales causes de décès au Bhoutan ces dernières années. Les statistiques du ministère de la Santé ont montré que 98 des 1 471 patients de l'hôpital de référence de Thimphou sont décédés de cette cause en 2007. L'hôpital a admis à peu près le même nombre de patients en 2008, mais de meilleurs médicaments ont contribué à réduire le taux de mortalité.
Entre quatre et dix cas de violence domestique touchant des femmes de tous horizons sont signalés chaque jour à l'hôpital. La jalousie, l'ivresse et les problèmes financiers semblent en être les principales causes.
En octobre 2008, l'hôpital a détecté le premier cas de dengue d'un habitant de la capitale chez une femme de 63 ans. La femme a été admise à l'hôpital le 2 septembre avec de la fièvre et des douleurs dans les membres.

## Installation de remplacement
À la fin des années 1990, un plan a été lancé pour transformer l'hôpital Jigme Dorji Wangchuck de 175 lits en un hôpital national de référence avec l'aide du gouvernement indien. Après étude, la structure existante s'est avérée trop faible pour être modernisée. Les planificateurs ont proposé un nouvel hôpital de 350 lits. En 2002, un bâtiment de laboratoire, un mur d'enceinte, une boutique de cadeaux, un quartier des médecins et des infirmières et une route interne ont été achevés. Le projet qui devait être achevé a la fin de l'année 2007, connue des retards dans sa construction.
La maternité encombrée de l'hôpital, avec un personnel et un espace limités, aura un meilleur environnement de travail une fois que le nouvel hôpital sera ouvert avec une maternité plus grande avec plus de personnel et de meilleures installations techniques. Cela a été financé en partie par le gouvernement du Japon.

## Organisations apparentées

### Institut royal des sciences de la santé
L'Institut royal des sciences de la santé (RIHS) est l'un des deux principaux centres d'enseignement médical au Bhoutan, l'autre étant l'Institut national de médecine traditionnelle. Le RIHS a été créé à Thimphou en 1974 en tant que collège membre de l'université royale du Bhoutan et est associé à l'hôpital de référence de Thimphou. Le RIHS offre des programmes menant à un diplôme et à un certificat pour les infirmières, les techniciens médicaux et d'autres travailleurs des soins de santé primaires.

### Collège médical prévu
Une faculté de médecine est prévue pour assurer la formation des médecins de l'hôpital, assistée par l'Institut indien des sciences médicales. Le collège offrira des cours MBBS et aura une capacité d'accueil de 50 étudiants au maximum. Environ 20 départements thématiques seront nécessaires. Le Bhoutan ne dispose pas encore de départements d'anatomie, de physiologie et de biochimie. Le ministère de la Santé travaille sur le processus de liaison des programmes de troisième cycle pour les étudiants et pour s'assurer que la faculté de médecine est largement reconnue. Les responsables de la santé ont déclaré que le gouvernement devrait également examiner la rémunération et les incitations pour attirer davantage de médecins et de spécialistes pour assumer le travail supplémentaire d'enseignement et de pratique de la médecine.

### Maison de bien-être JDWNRH
Les patients des zones rurales qui souhaitent se faire soigner ont souvent du mal à trouver un logement abordable. La maison de bien-être JDWNRH a été créée par Son Altesse Royale Ashi Kesang Wangmo Wangchuk pour fournir un abri gratuit aux patients pauvres de régions éloignées. La maison accueille en moyenne 30 patients par jour. Il est soutenu par la Bhutan Foundation, qui fournit des lits, des draps, des rideaux, des meubles de base et des installations d'eau chaude.